# Kavatu
Kavatu (auch: Kavutu) ist eine kleine Riffinsel im Riffsaum des Atolls Nukulaelae im Inselstaat Tuvalu.

## Geographie
Kavatu bildet zusammen mit Tumiloto, Motukatuli, Motukatuli Foliki, Asia und Muliteatua den nördlichen Riffsaum des Atolls.